# GlaubeLiebeTod
GlaubeLiebeTod (en español, "FeAmorMuerte") es el noveno álbum de estudio por la banda de metal industrial Oomph!, el primero con el sello discográfico GUN Records y fue lanzado en marzo de 2006. Fue publicado en tres versiones: un álbum básico con caja de plástico y sin libreto; un álbum de serie con caja de plástico y un folleto; y un álbum de alta calidad como un digipak con mayor contenido del CD-ROM y dos pistas extras.
La banda generó muchísima controversia con este disco, el primer sencillo, "Gott ist ein Popstar" ("Dios es una estrella Pop"), junto con su vídeo fueron censurados en Alemania debido a que la canción se dice que promueve el paganismo y el anticristianismo, lo cual ha sido rotundamente negado por la banda. Tanto escándalo orilló a la banda a cancelar su show de los Echo Awards 2006, donde se presentarían en vivo e incluso se encontraban nominados (la banda terminaría regalando sus boletos después), y en una acción similar, cancelaron su participación en el programa Top Of The Pops por lo mismo. Hecha la polémica, en sus presentaciones posteriores salían usando playeras con el título de la canción y una línea con la frase "Censurado" en alemán, tapando el título de la canción. Meses después, la banda fue acusada por la PETA de practicar crueldad animal en su video de "Die Schlinge", lo cual terminó siendo falso.
El tema "Träumst Du" fue regrabado en 2007 a dúo con Marta Jandová, quien es vocalista del grupo de rock alternativo Die Happy, siendo lanzado por primera vez un cuarto sencillo por álbum y su vídeo también incluye su participación. Con esta canción participaron en el Bundesvision Song Contest, un festival de la música que se realiza en Alemania anualmente, ganándolo, a dúo con la misma Marta Jandová. Esta versión se incluyó en el "Delikatessen", el compilado de éxitos de la banda. Otra colaboración realizada fue con Apocalyptica en el tema "Die Schlinge" el cual lanzaron como sencillo.
En septiembre de 2015, el álbum consiguió disco de oro por haber sido vendido más de 100 000 copias en Alemania.

## Lista de canciones
| N.º | Título                         | Traducción                   | Duración |  |
| 1.  | «Gott ist ein Popstar»         | Dios es una estrella de Pop  | 3:53     |  |
| 2.  | «Das Letzte Streichholz»       | El último Cerillo            | 3:36     |  |
| 3.  | «Träumst du?»                  | ¿Sueñas?                     | 3:57     |  |
| 4.  | «Die Schlinge»                 | El nudo                      | 3:58     |  |
| 5.  | «Du willst es doch auch»       | Tú también lo quieres        | 3:27     |  |
| 6.  | «Eine Frau spricht im Schlaf»  | Una mujer habló en Sueños    | 3:58     |  |
| 7.  | «Mein Schatz»                  | Mi tesoro                    | 3:38     |  |
| 8.  | «Dreh dich nicht um»           | No te des la vuelta          | 3:28     |  |
| 9.  | «Land in Sicht»                | Tierra a la vista            | 4:06     |  |
| 10. | «Tanz in den Tod»              | Baila en la muerte           | 3:26     |  |
| 11. | «Ich will deine Seele»         | Yo quiero tu alma            | 3:20     |  |
| 12. | «Zuviel Liebe kann dich töten» | Demasiado Amor puede matarte | 3:48     |  |

## Edición limitada
| N.º | Título                                     | Traducción     | Duración |  |
| 13. | «Wenn du mich lässt»                       | Si tú me dejas | 3:49     |  |
| 14. | «Menschsein»                               | Ser Humano     | 3:44     |  |
| 15. | «Gott ist ein Popstar (Vídeo)»             |                | 4:08     |  |
| 16. | «Making Of "Gott ist ein Popstar" (Vídeo)» |                | 6:03     |  |

## Listas de ventas
| Lista (2006) | Mejor posición |
| ------------ | -------------- |
| Alemania     | 5              |
| Austria      | 16             |
| Suiza        | 23             |